# Barbalha
Barbalha este un oraș în statul Ceará (CE) din Brazilia.
1. ↑   https://cidades.ibge.gov.br/brasil/ce/barbalha/panorama Lipsește sau este vid: |title= (ajutor)